# Leichtathletik-Weltmeisterschaften 2015/3000 m Hindernis der Männer

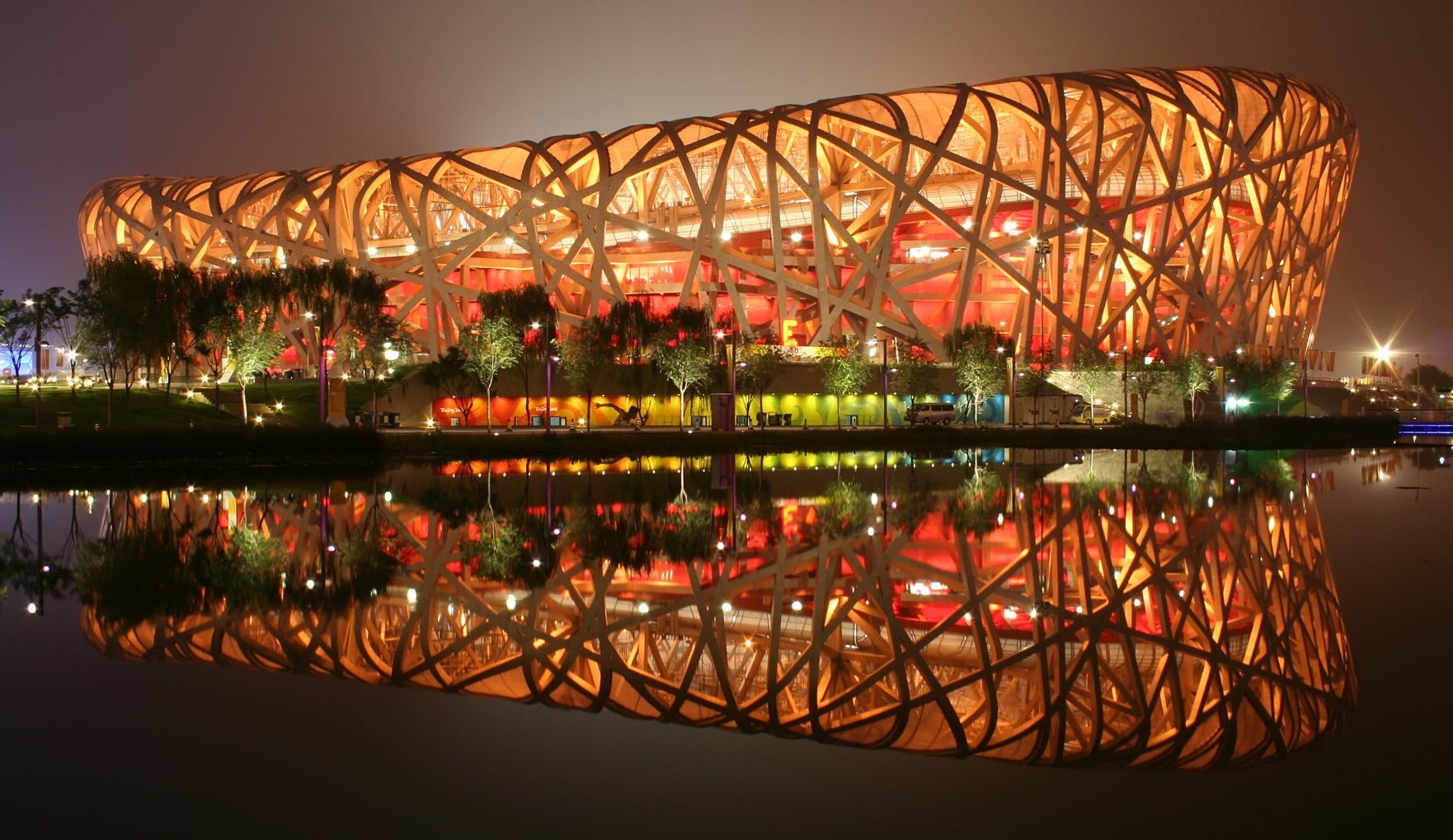
Das Nationalstadion Peking während der Weltmeisterschaften

Der 3000-Meter-Hindernislauf der Männer bei den Leichtathletik-Weltmeisterschaften 2015 wurde am 22. und 24. August 2015 im Nationalstadion der chinesischen Hauptstadt Peking ausgetragen.
Die Medaillengewinner dieses Wettbewerbs sowie darüber hinaus auch der Vierte kamen aus Kenia. Seinen vierten WM-Titel in Folge errang der zweifache Olympiasieger (2004/2012) Ezekiel Kemboi, der außerdem 2003, 2005, 2007 Vizeweltmeister und 2014 Dritter der Afrikameister war.

Wie schon 2013 wurde Conseslus Kipruto Vizeweltmeister.

Bronze ging an den Olympiasieger von 2008, Olympiazweiten von 2004, Weltmeister von 2007, und WM-Dritten von 2005 Brimin Kiprop Kipruto.

## Rekorde
| Weltrekord | Saif Saaeed Shaheen | 7:53,63 min | Brüssel, Belgien          | 3. September 2004 |
| WM-Rekord  | Ezekiel Kemboi      | 8:00,43 min | WM in Berlin, Deutschland | 18. August 2009   |

Der bestehende WM-Rekord wurde bei diesen Weltmeisterschaften nicht eingestellt und nicht verbessert.

## Vorläufe
Aus den drei Vorläufen qualifizierten sich die jeweils drei Ersten jedes Laufes – hellblau unterlegt – und zusätzlich die sechs Zeitschnellsten – hellgrün unterlegt – für das Halbfinale.

### Lauf 1
22. August 2015, 10:25 Uhr (4:25 Uhr MESZ)
| Platz | Name                       | Land       | Zeit (min) |
| ----- | -------------------------- | ---------- | ---------- |
| 1     | Conseslus Kipruto          | Kenia      | 8:41,41    |
| 2     | Evan Jager                 | USA        | 8:41,51    |
| 3     | Matthew Hughes             | Kanada     | 8:41.52    |
| 4     | Yoann Kowal                | Frankreich | 8:41,65    |
| 5     | Amor Ben Yahia             | Tunesien   | 8:43,11    |
| 6     | Tafese Seboka              | Äthiopien  | 8:47,73    |
| 7     | Hicham Sigueni             | Marokko    | 8:49,73    |
| 8     | Sebastián Martos           | Spanien    | 8:50,20    |
| 9     | Nikolai Tschawkin          | Russland   | 8:51,22    |
| 10    | Abdelhamid Zerrifi         | Algerien   | 8:51,89    |
| 11    | Benjamin Kiplagat          | Uganda     | 8:54,46    |
| 12    | James Nipperess            | Australien | 8:56,01    |
| 13    | Mitko Zenow                | Bulgarien  | 9:02,72    |
| DNS   | Nelson Kipkosgei Cherotich | Bahrain    |            |

Im ersten Vorlauf ausgeschiedene Hindernisläufer:

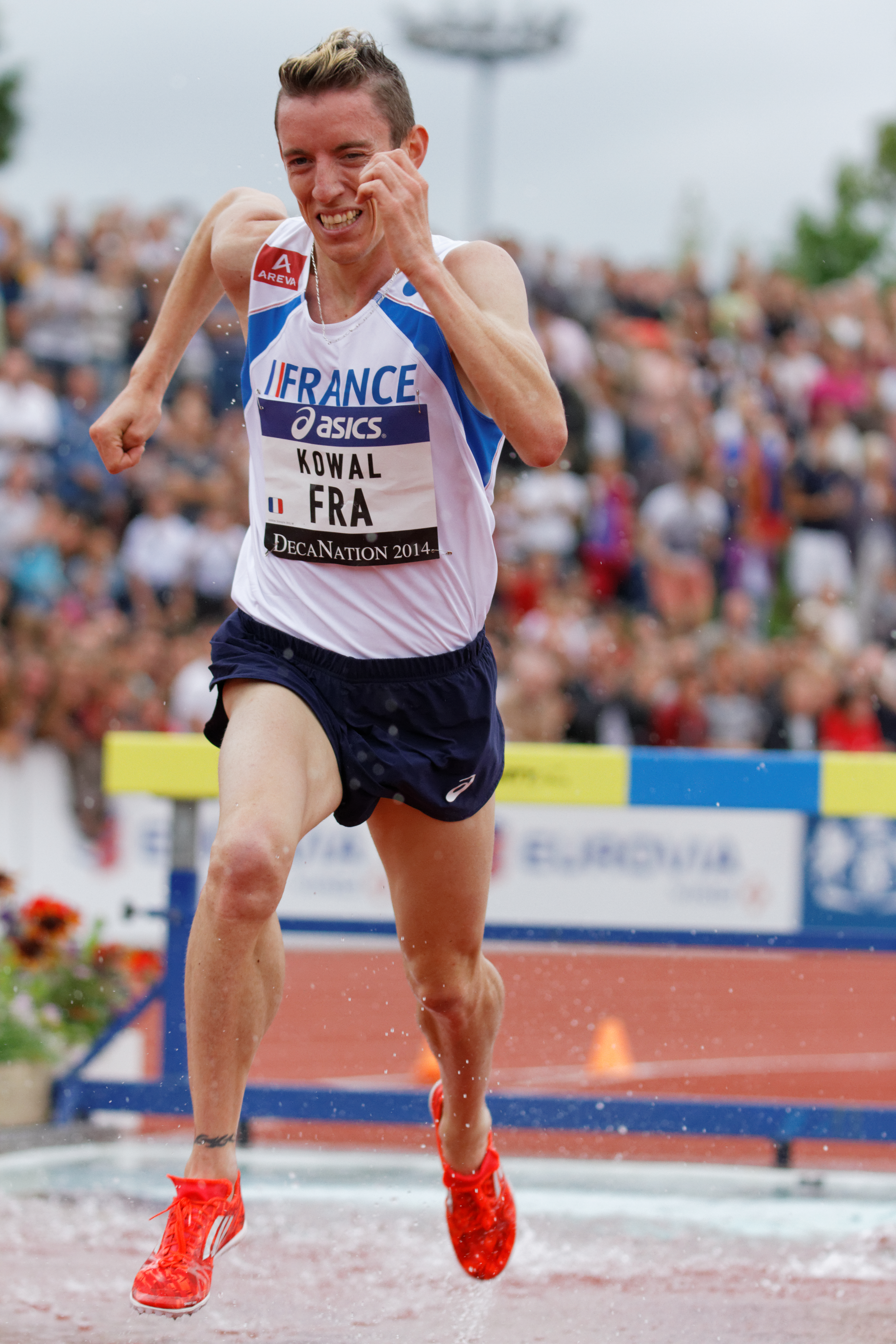
Europameister Yohann Kowal – Rang vier in 8:41,65 min aus
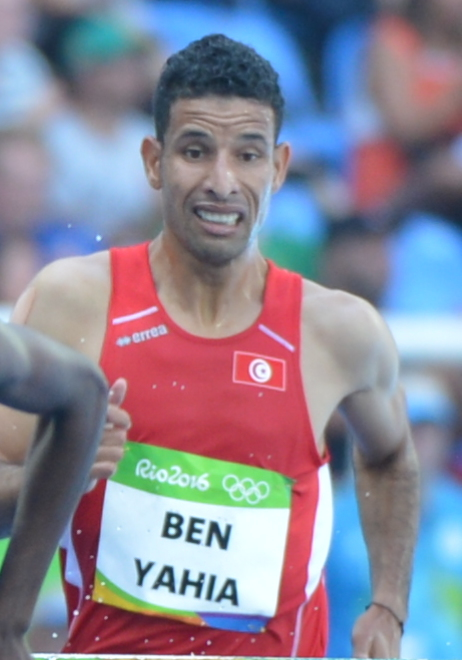
Amor Ben Yahia Rang fünf in 8:43,11 min
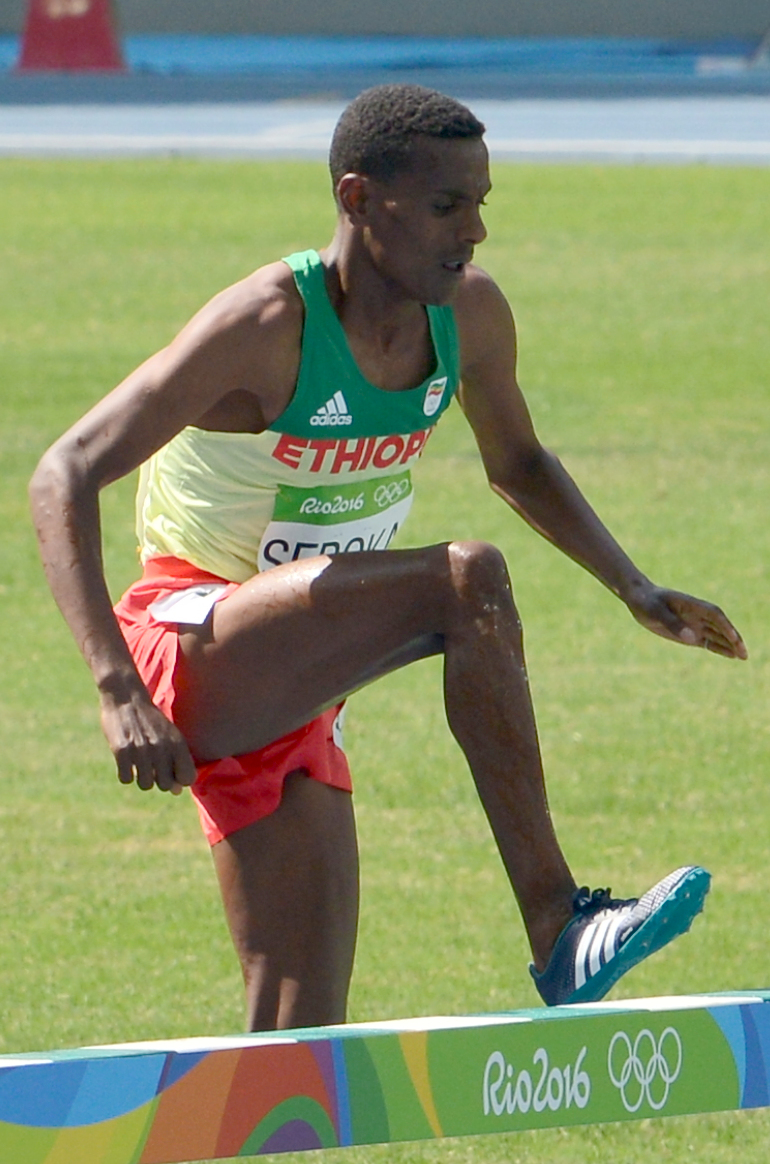
Tafese Seboka Rang sechs in 8:47,73 min
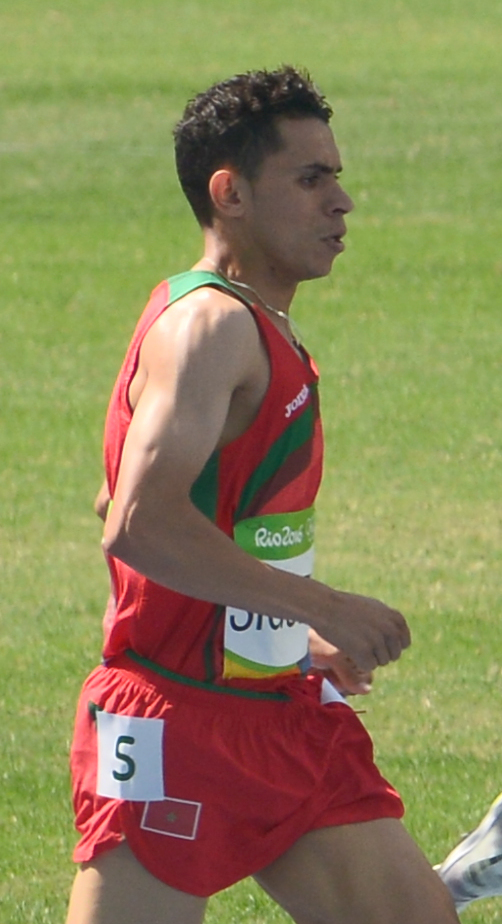
Hicham Sigueni Rang sieben in 8:49,73 min
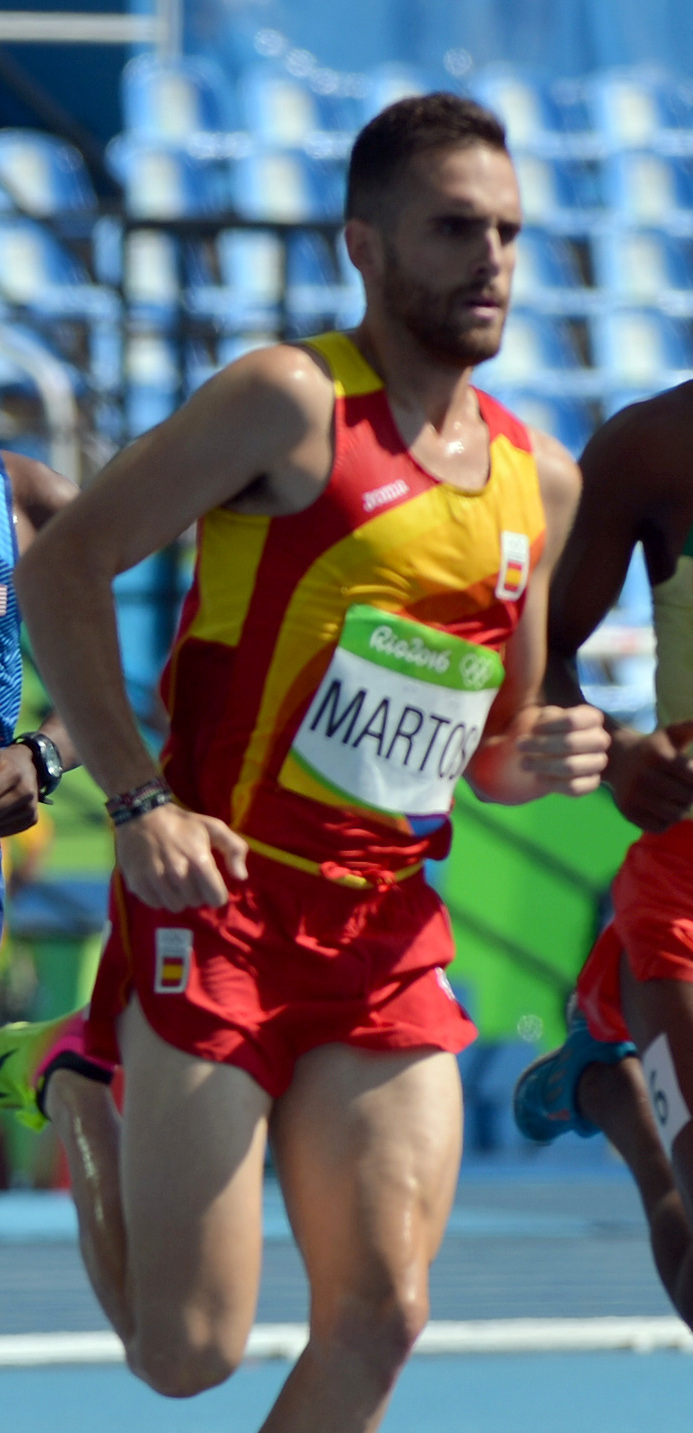
Sebastián Martos Rang acht in 8:50,20 min
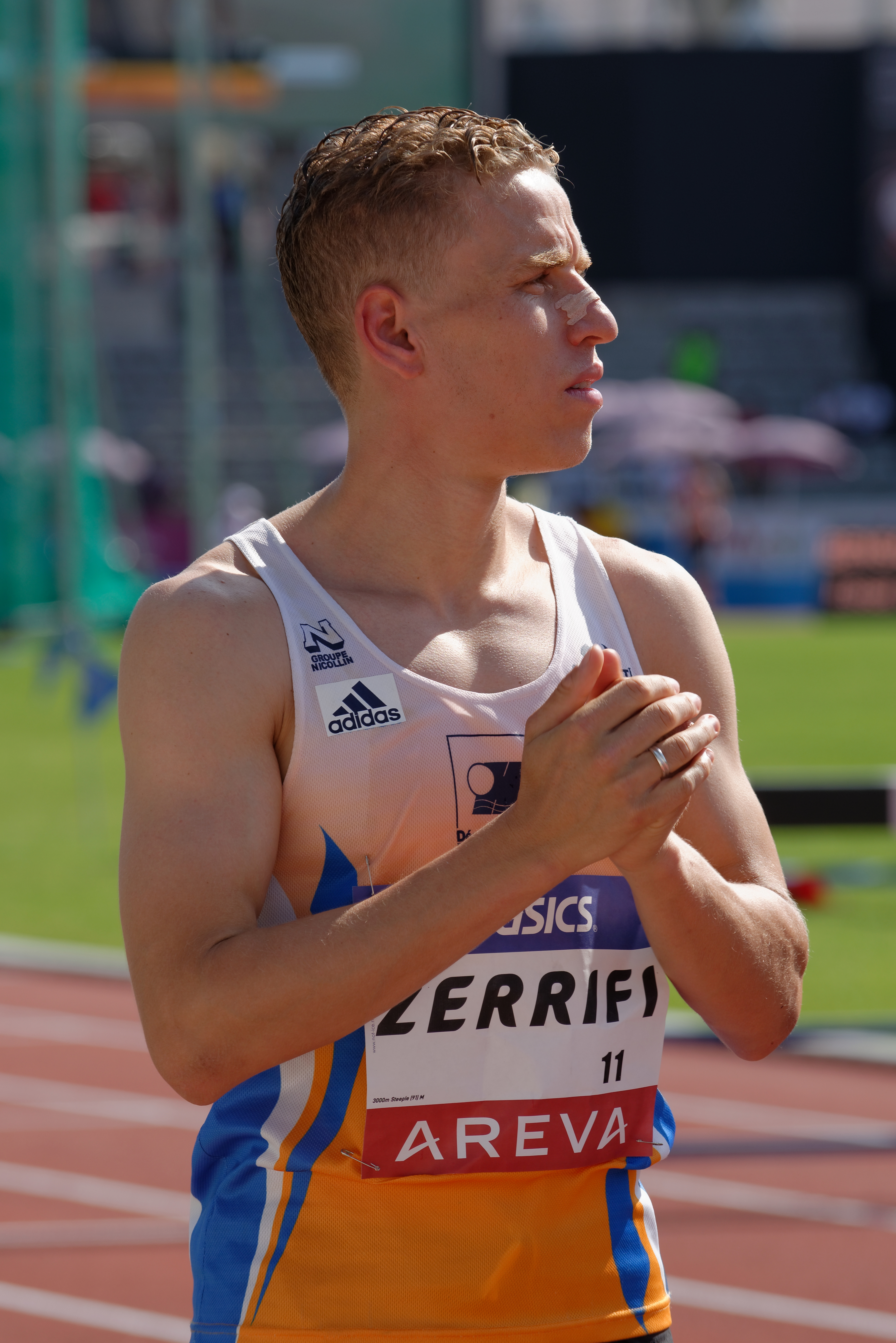
Abdelhamid Zerrifi Rang zehn in 8:51,89 min
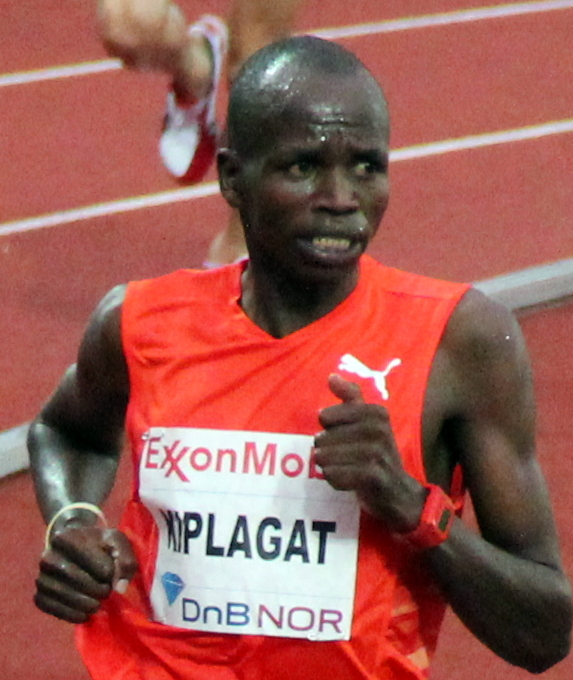
Benjamin Kiplagat Rang elf in 8:54,46 min
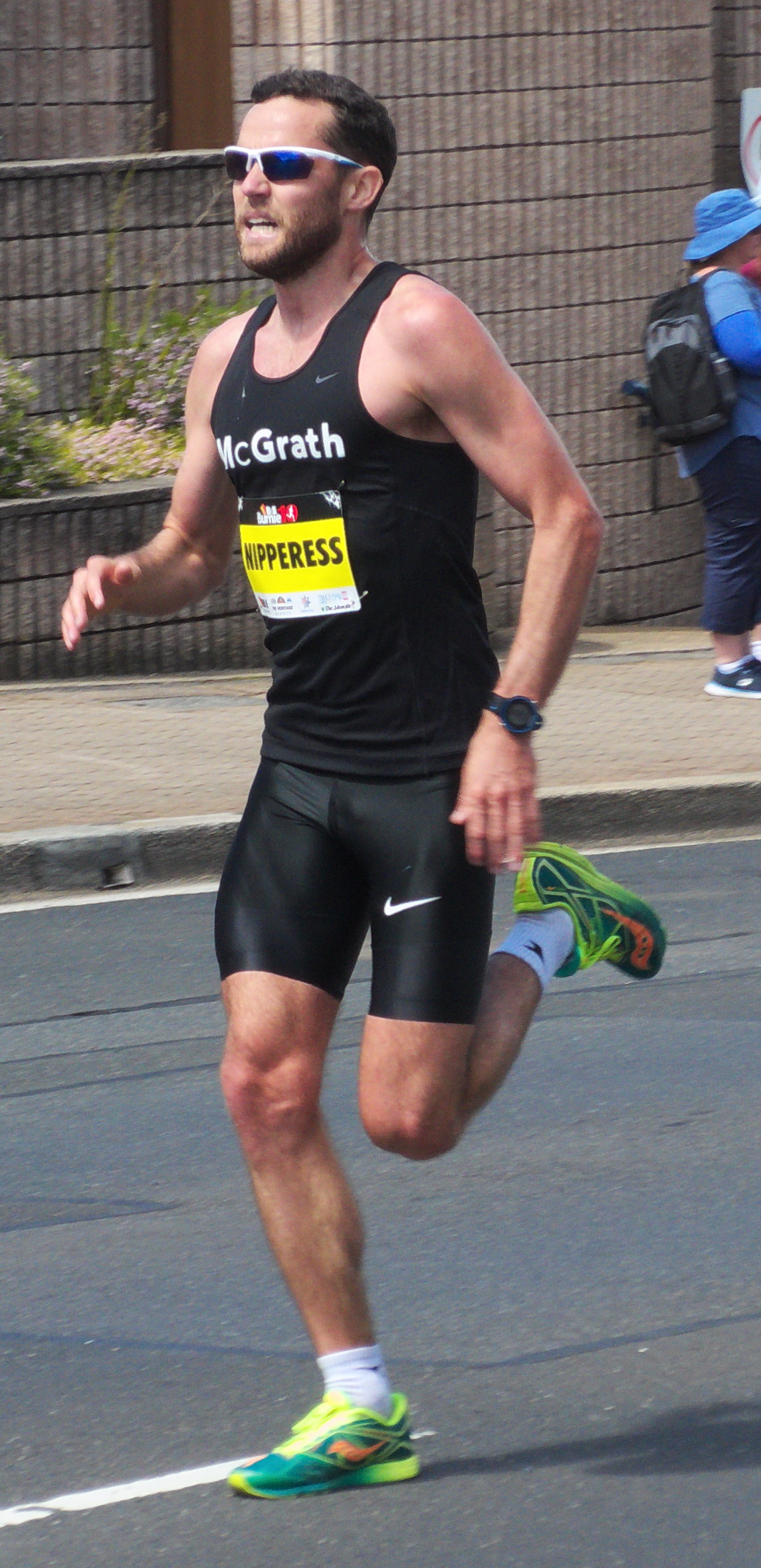
James Nipperess Rang zwölf in 8:56,01 min

### Lauf 2
22. August 2015, 10:40 Uhr (4:40 Uhr MESZ)
| Platz | Name                   | Land            | Zeit (min) |
| ----- | ---------------------- | --------------- | ---------- |
| 1     | Jairus Kipchoge Birech | Kenia           | 8:25,77    |
| 2     | Bilal Tabti            | Algerien        | 8:26,99    |
| 3     | Donald Cabral          | USA             | 8:27,33    |
| 4     | Tolosa Nurgi           | Äthiopien       | 8:27.65    |
| 5     | Hamid Ezzine           | Marokko         | 8:29,26    |
| 6     | Dikotsi Lekopa         | Südafrika       | 8:37,43    |
| 7     | Fernando Carro         | Spanien         | 8:38,05    |
| 8     | John Kibet Koech       | Bahrain         | 8:38,62    |
| 9     | Ilgisar Safiullin      | Russland        | 8:39,58    |
| 10    | Alex Genest            | Kanada          | 8:52,49    |
| 11    | Kaur Kivistik          | Estland         | 8:56,36    |
| 12    | Gerald Giraldo         | Kolumbien       | 9:16,47    |
| 13    | Sapolai Yao            | Papua-Neuguinea | 9:51,09    |
| DNS   | Mohamed Ismail Ibrahim | Dschibuti       |            |

Im zweiten Vorlauf ausgeschiedene Hindernisläufer:

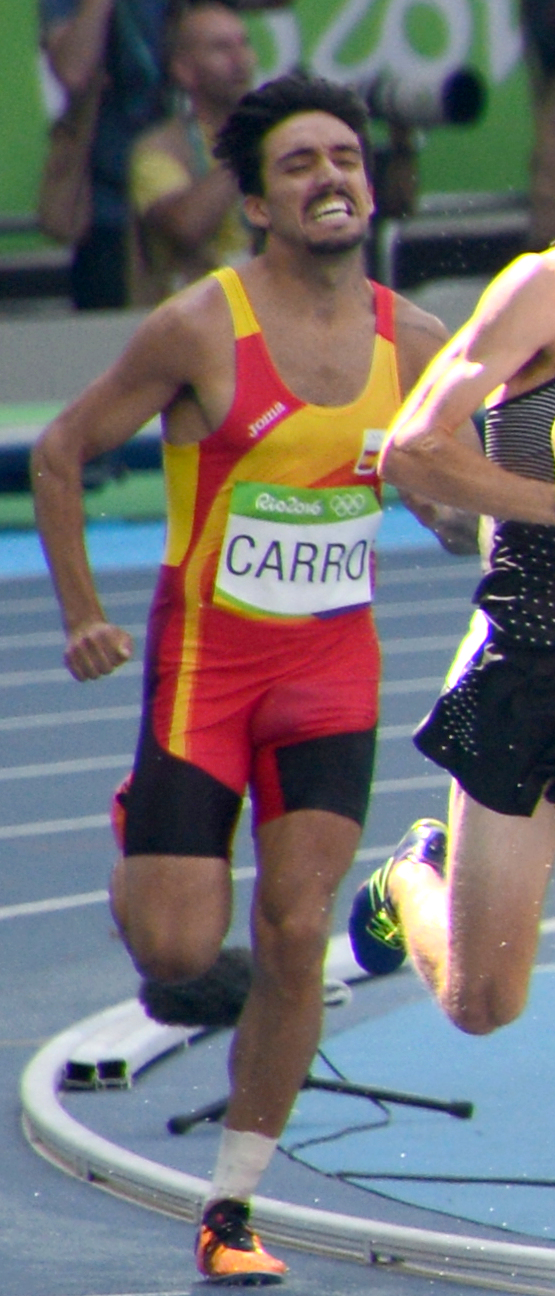
Fernando Carro Rang sieben in 8:38,05 min
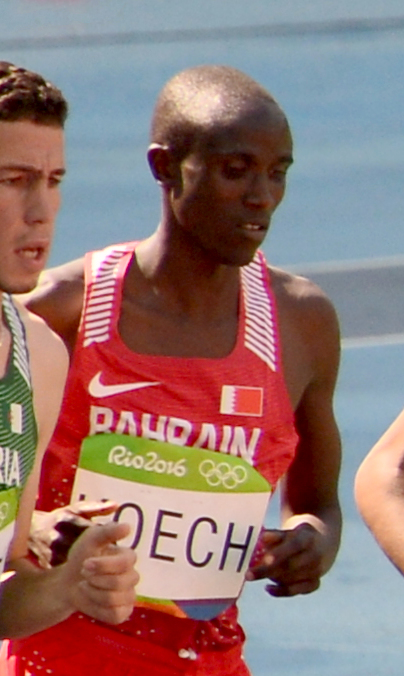
John Kibet Koech Rang acht in 8:38,62 min
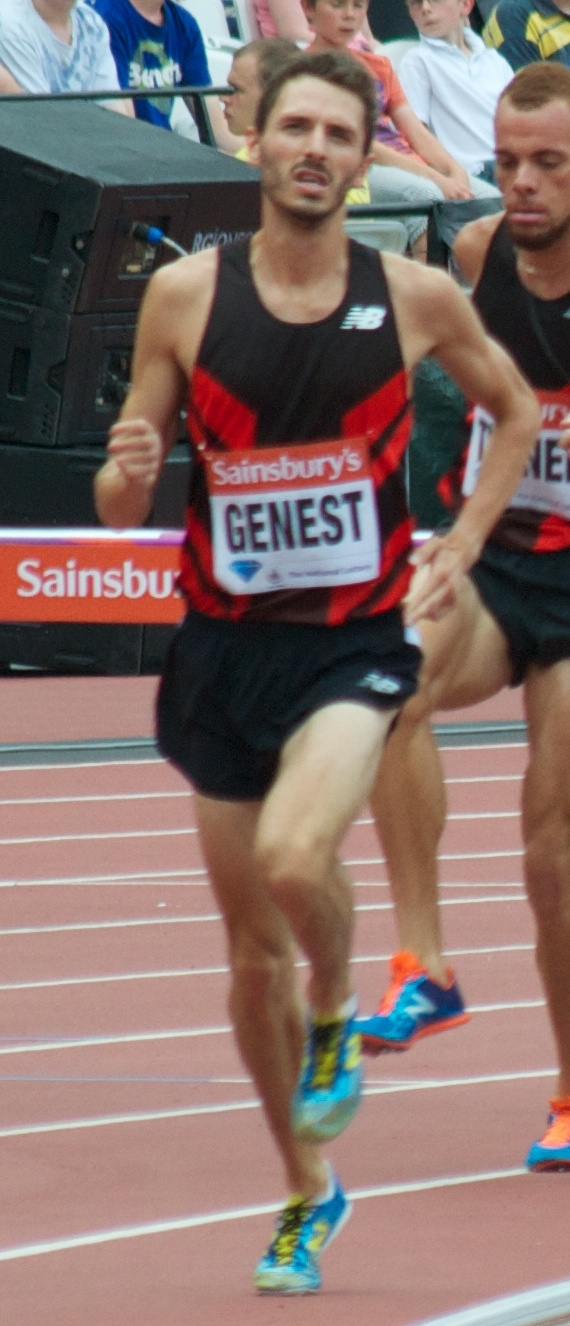
Alex Genest Rang zehn in 8:52,49 min
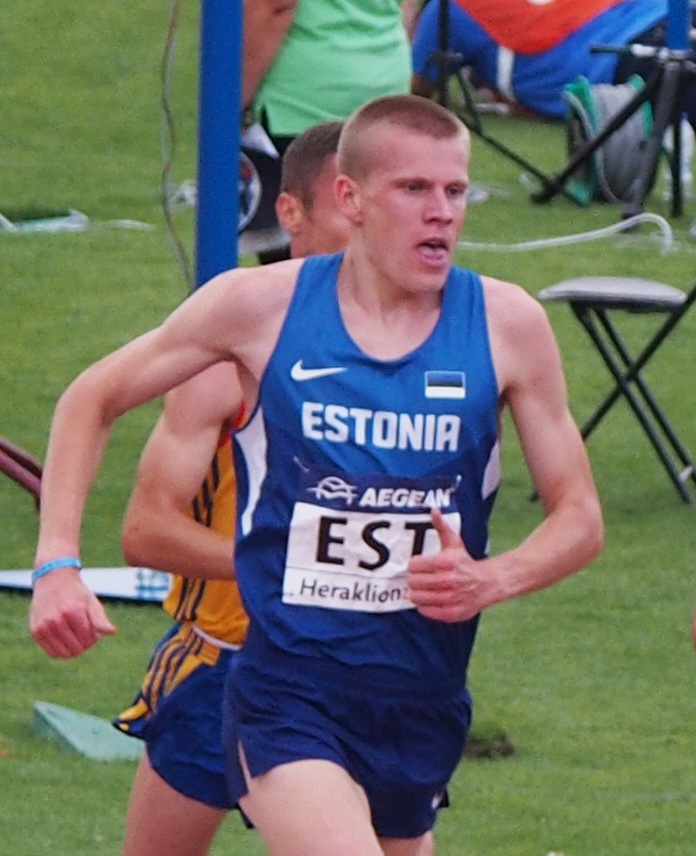
Kaur Kivistik Rang elf in 8:56,36 min

### Lauf 3

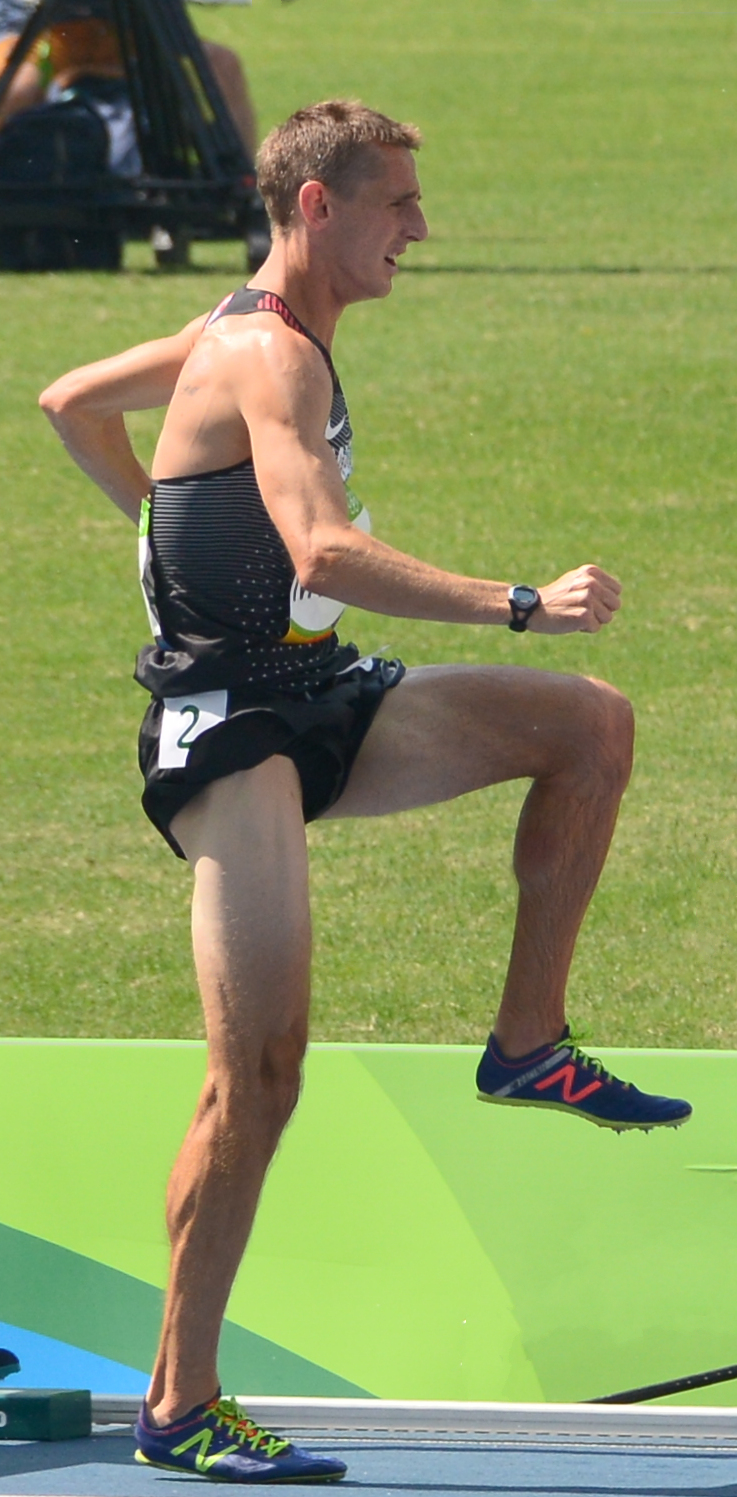
Taylor Milne – ausgeschieden als Achter in 8:43,47 min
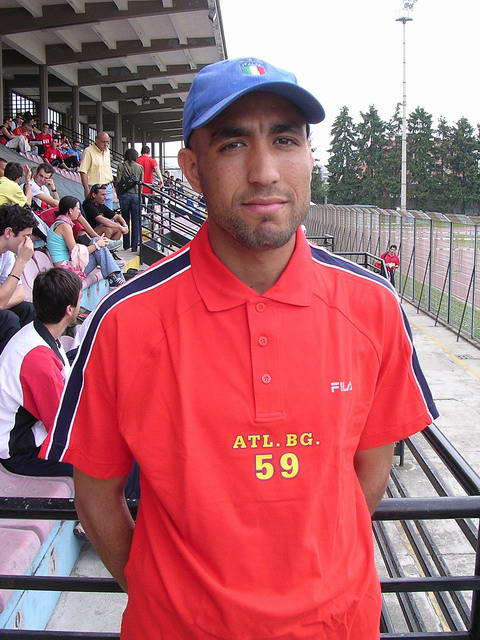
Jamel Chatbi – ausgeschieden als Neunter in 8:47,30 min
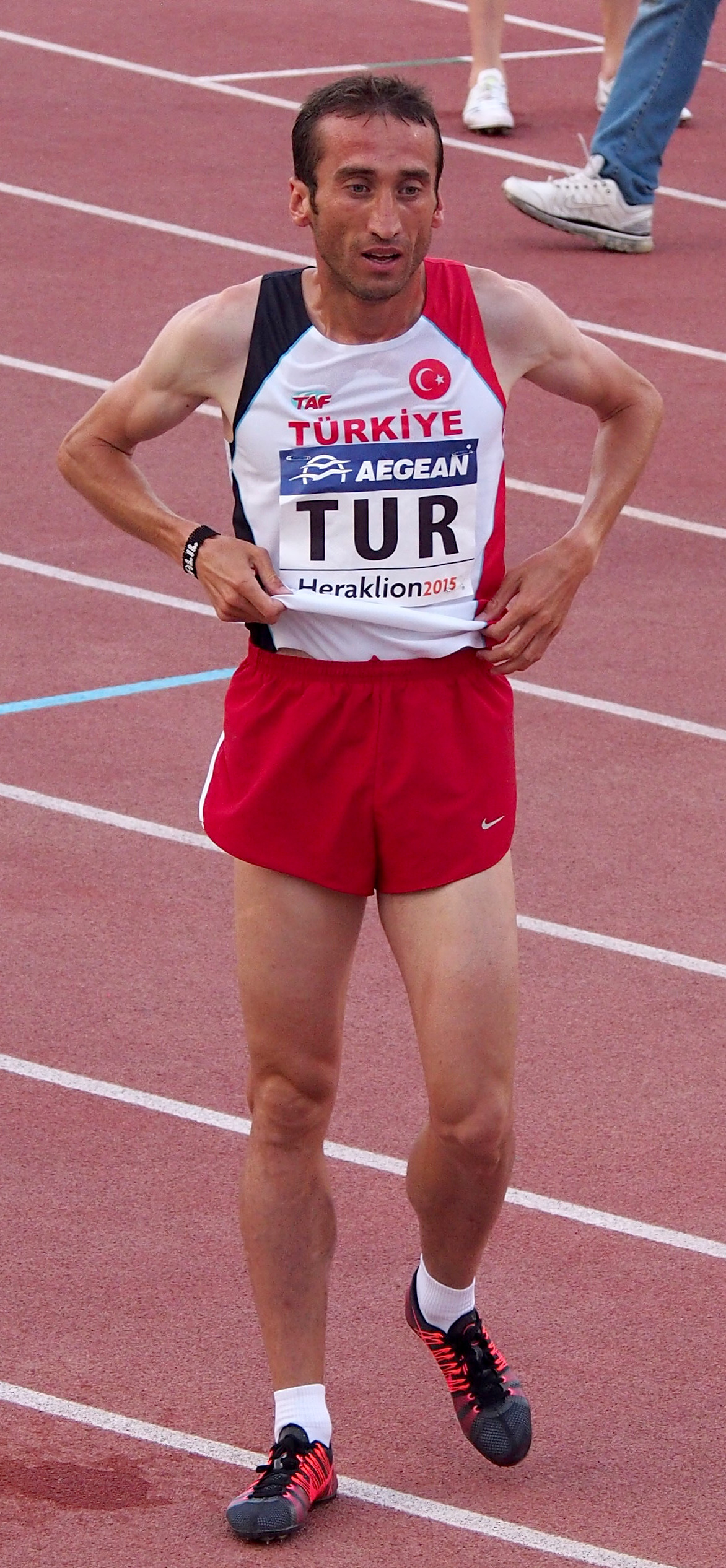
Halil Akkaş – ausgeschieden als Zehnter in 8:54,04 min

22. August 2015, 10:55 Uhr (4:55 Uhr MESZ)
| Platz | Name                  | Land      | Zeit (min) |
| ----- | --------------------- | --------- | ---------- |
| 1     | Ezekiel Kemboi        | Kenia     | 8:24,75    |
| 2     | Brahim Taleb          | Marokko   | 8:24,84    |
| 3     | Brimin Kiprop Kipruto | Kenia     | 8:24,95    |
| 4     | Krystian Zalewski     | Polen     | 8:25,10    |
| 5     | Daniel Huling         | USA       | 8:25,34    |
| 6     | Hailemariyam Amare    | Äthiopien | 8:25,36    |
| 7     | Hicham Bouchicha      | Algerien  | 8:30,07    |
| 8     | Taylor Milne          | Kanada    | 8:43,47    |
| 9     | Jamel Chatbi          | Italien   | 8:47,30    |
| 10    | Halil Akkaş           | Türkei    | 8:54,04    |
| 11    | Tumisang Monnatlala   | Südafrika | 8:55,25    |
| 12    | Hashim Mohamed Salah  | Katar     | 9:17.35    |
| DNF   | Roberto Alaiz         | Spanien   |            |
| DNS   | Jeroen D’hoedt        | Belgien   |            |

## Finale
24. August 2015, 21:15 Uhr Ortszeit (15:15 Uhr MESZ)
Für diesen Wettbewerb waren wieder einmal in allererster Linie die Läufer aus Kenia die Favoriten. Vor allem Ezekiel Kemboi hatte alle großen Meisterschaften der letzten Jahre für sich entschieden. 2009, 2011 und 2013 war er Weltmeister geworden, 2012 Olympiasieger. Brimin Kipruto war Weltmeister von 2007, Vizeweltmeister von 2011 und Olympiafünfter von 2012. Conseslus Kipruto war der Vizeweltmeister von 2013. Außerdem war aus Kenia noch Jairus Birech mit dabei. Einer der ernsthaftesten Gegner für die Kenianer, der amtierende Europameister Yoann Kowal aus Frankreich, war bereits im Vorlauf ausgeschieden. So blieb vor allem der US-Amerikaner Evan Jager als Konkurrent für die Kenianer übrig, der sich mit guten Resultaten im Vorfeld ausgezeichnet hatte.
Die ersten Runden des Rennens verliefen in gemächlichem Tempo – erster km: 2:49,50 min / zweiter km: 2:47,27 min. Das Feld blieb eng zusammen, die Läufer bewegten sich breit gefächert zu zweit oder zu dritt nebeneinander. Die Kenianer und die beiden US-Amerikaner waren ständig ganz vorne zu finden. Ab Runde vier wurde es dann etwas schneller. Drei Kenianer führten vor Jager, dem Marokkaner Brahim Taleb, Jager und dem vierten Läufer aus Kenia. Doch bald nahmen die Führenden das Tempo wieder heraus, alles schob sich wieder so eng zusammen wie zuvor.
Wirklich schnell wurde es erst auf der letzten Runde. Nur noch Jager konnte den vier Kenianern zunächst noch folgen, während Taleb und noch mehr der Rest des Feldes immer weiter zurückfielen. Auf der Gegengeraden spurtete Kemboi an die Spitze und riss eine kleine Lücke zu seinen Gegnern. Doch C. Kipruto kam in der Zielkurve wieder heran. B. Kipruto folgte mit deutlichem Abstand, dahinter lag weitere sechs bis sieben Meter zurück Birech. Die Entscheidung um den Sieg fiel am letzten Hindernis, das Kemboi wesentlich besser meisterte als C. Kipruto. So gab es auf den ersten beiden Plätzen dieselbe Rangfolge wie 2013. Ezekiel Kemboi wurde erneut Weltmeister, Conseslus Kipruto Vizeweltmeister. Den letzten Kilometer hatte Kemboi in 2:34,51 min zurückgelegt. Brimin Kipruto lief als Dritter ins Ziel, Jairus Birech als Vierter. So beherrschten die Kenianer wieder einmal das komplette Feld der Hindernisläufer. Die Ränge fünf und sechs belegten die beiden US-Amerikaner Daniel Huling und Evan Jager vor Brahim Taleb und dem Kanadier Matthew Hughes. Bester Europäer auf Platz neun war der Pole Krystian Zalewski.
Ezekiel Kemboi errang hier seinen bereits vierten Weltmeistertitel seit 2009. Darüber hinaus war er bei den Weltmeisterschaften 2003, 2005 und 2007 Vizeweltmeister sowie 2012 Olympiasieger gewesen.

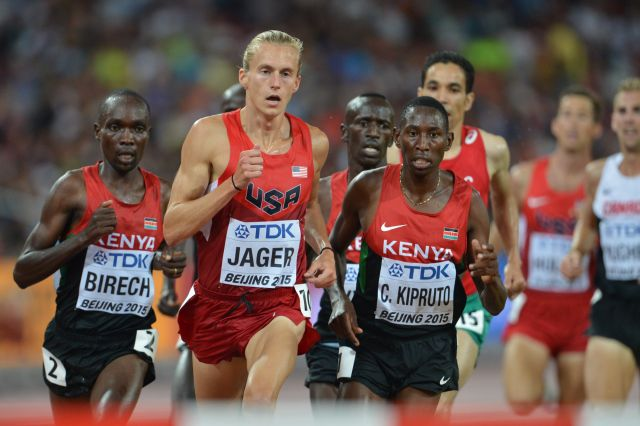
Finale 3000 m Hindernis

| Platz | Athlet                 | Land      | Zeit (min) |
| ----- | ---------------------- | --------- | ---------- |
|       | Ezekiel Kemboi         | Kenia     | 8:11,28    |
|       | Conseslus Kipruto      | Kenia     | 8:12,38    |
|       | Brimin Kiprop Kipruto  | Kenia     | 8:12,54    |
| 04    | Jairus Kipchoge Birech | Kenia     | 8:12,62    |
| 05    | Daniel Huling          | USA       | 8:14,39    |
| 06    | Evan Jager             | USA       | 8:15,47    |
| 07    | Brahim Taleb           | Marokko   | 8:17,73    |
| 08    | Matthew Hughes         | Kanada    | 8:18,63 SB |
| 09    | Krystian Zalewski      | Polen     | 8:21,22 SB |
| 10    | Donald Cabral          | USA       | 8:24,96    |
| 11    | Hamid Ezzine           | Marokko   | 8:25,72    |
| 12    | Hailemariyam Amare     | Äthiopien | 8:26,19    |
| 13    | Bilal Tabti            | Algerien  | 8:29,04    |
| 14    | Hicham Bouchicha       | Algerien  | 8:33,79    |
| 15    | Tolosa Nurgi           | Äthiopien | 8:44,81    |

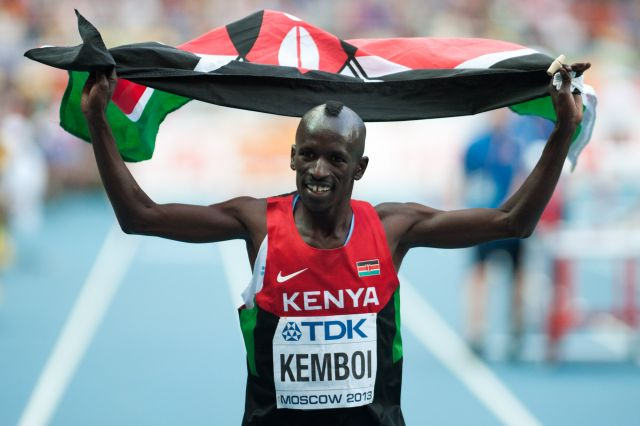
Weltmeister Ezekiel Kemboi, Kenia
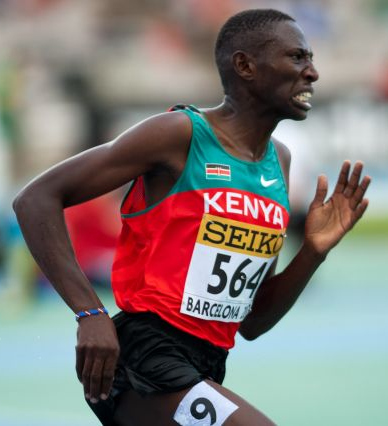
Vizeweltmeister Conselsus Kipruto, Kenia
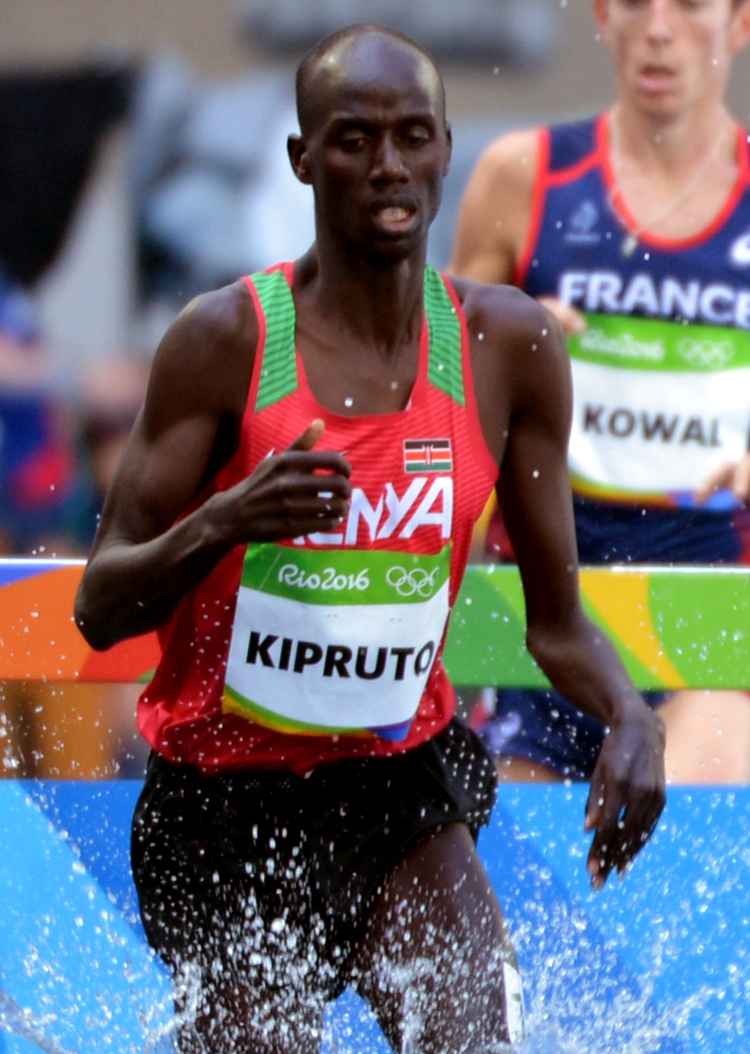
Der Kenianer Brimin Kipruto gewann die Bronzemedaille

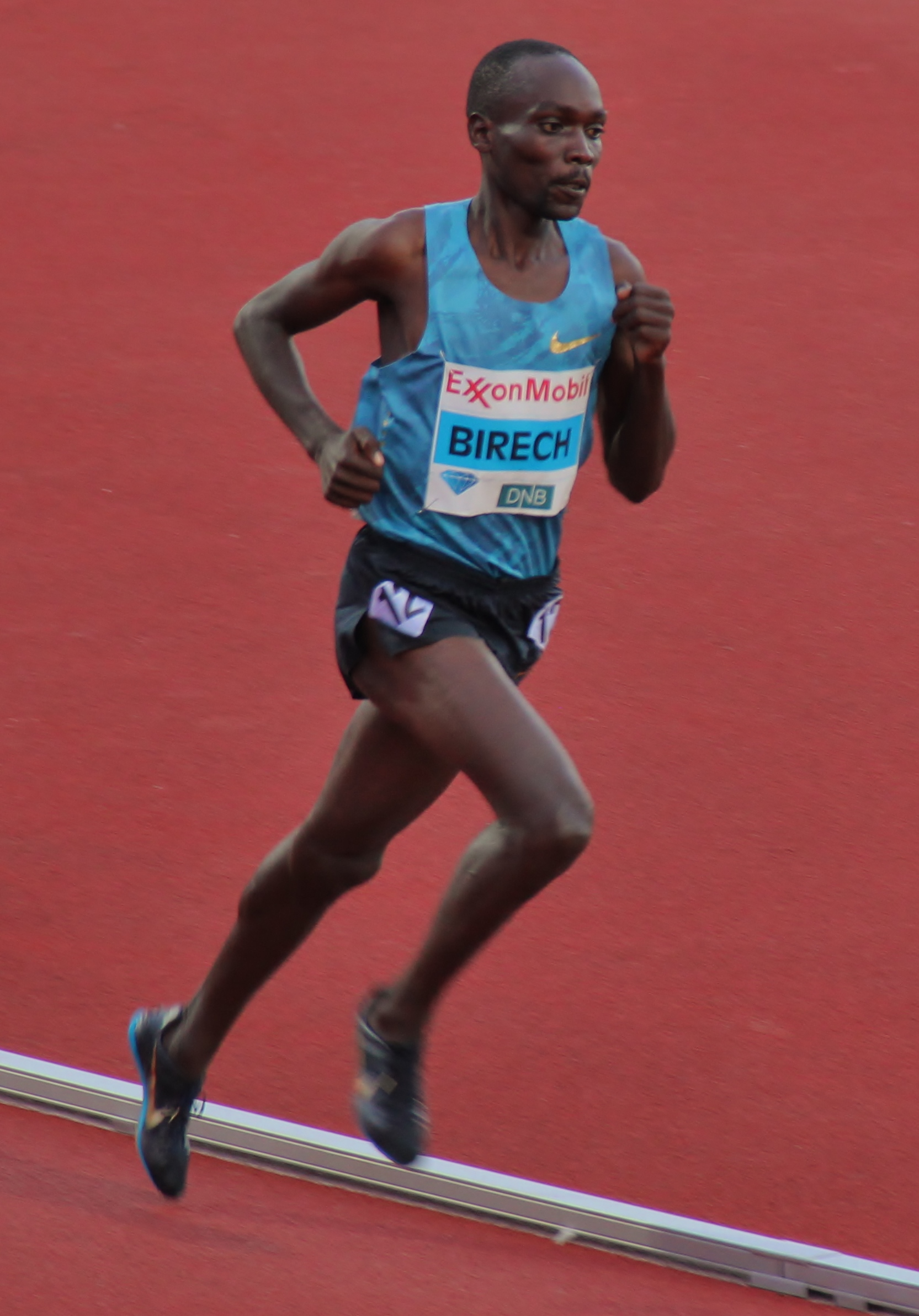
Auf Platz vier ein weiterer Kenianer: Jairus Birech
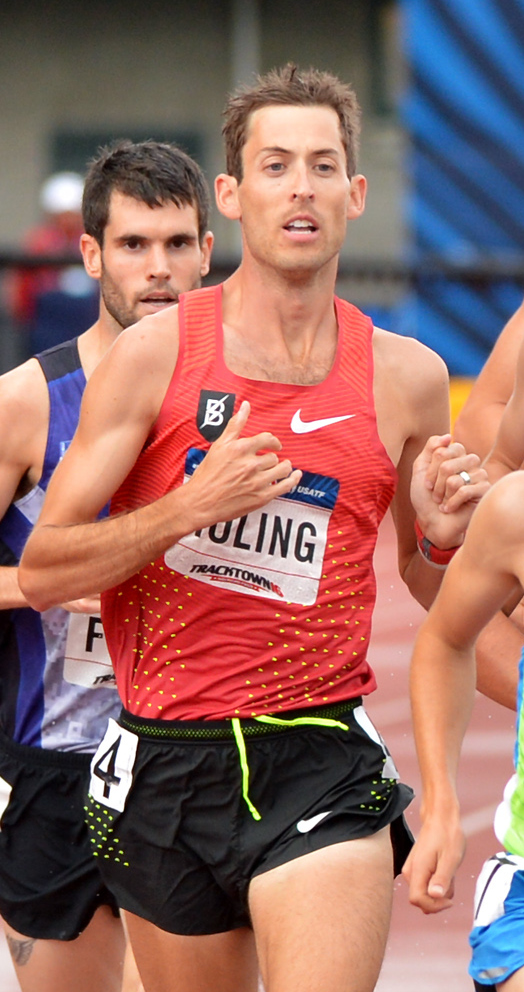
Rang fünf für Daniel Huling
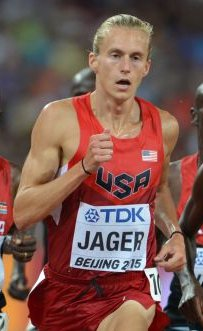
Evan Jager wurde Sechster
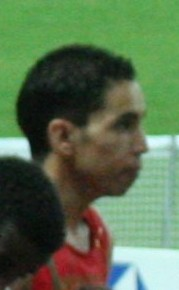
Brahim Powell kam auf den siebten Platz
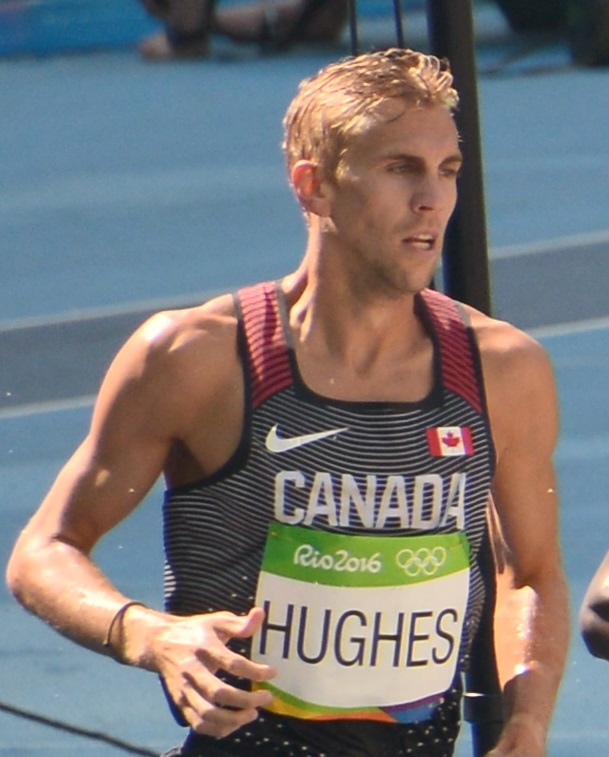
Matthew Hughes belegte im Finale Rang acht
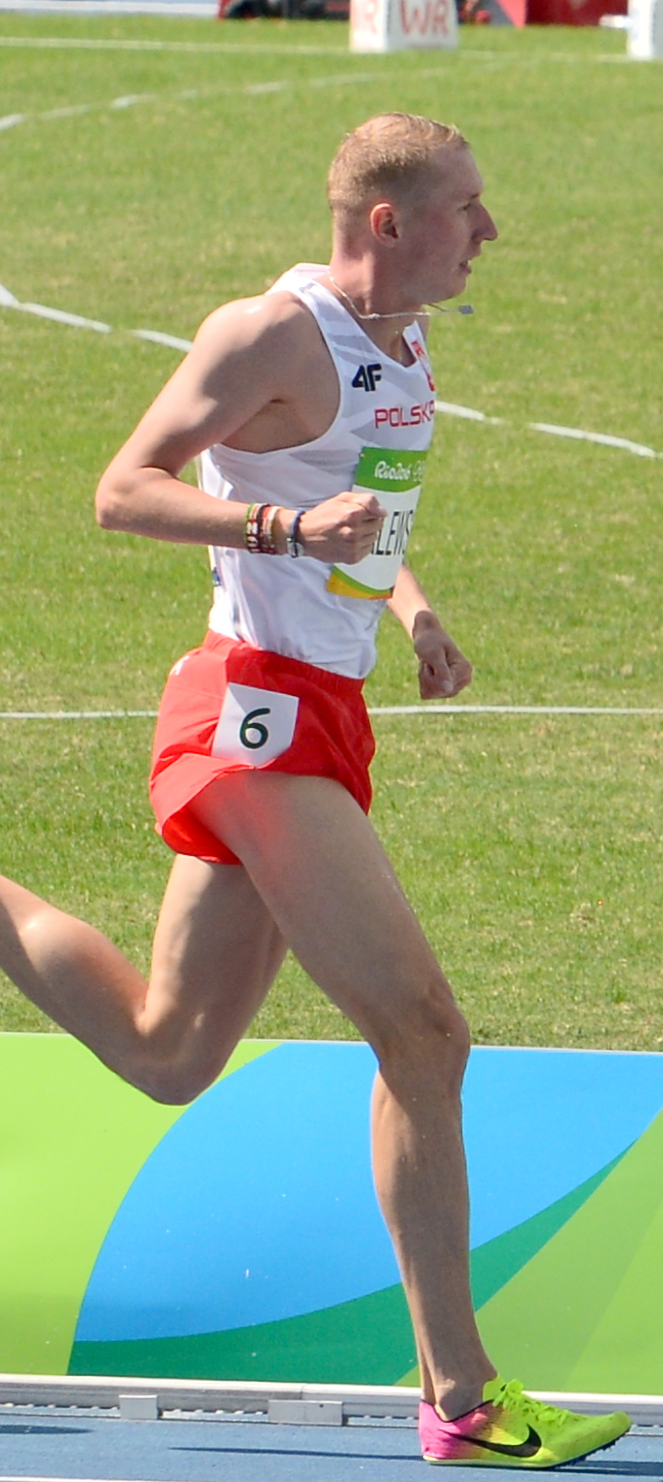
Bester Europäer auf Platz neun: Krystian Zalewski aus Polen
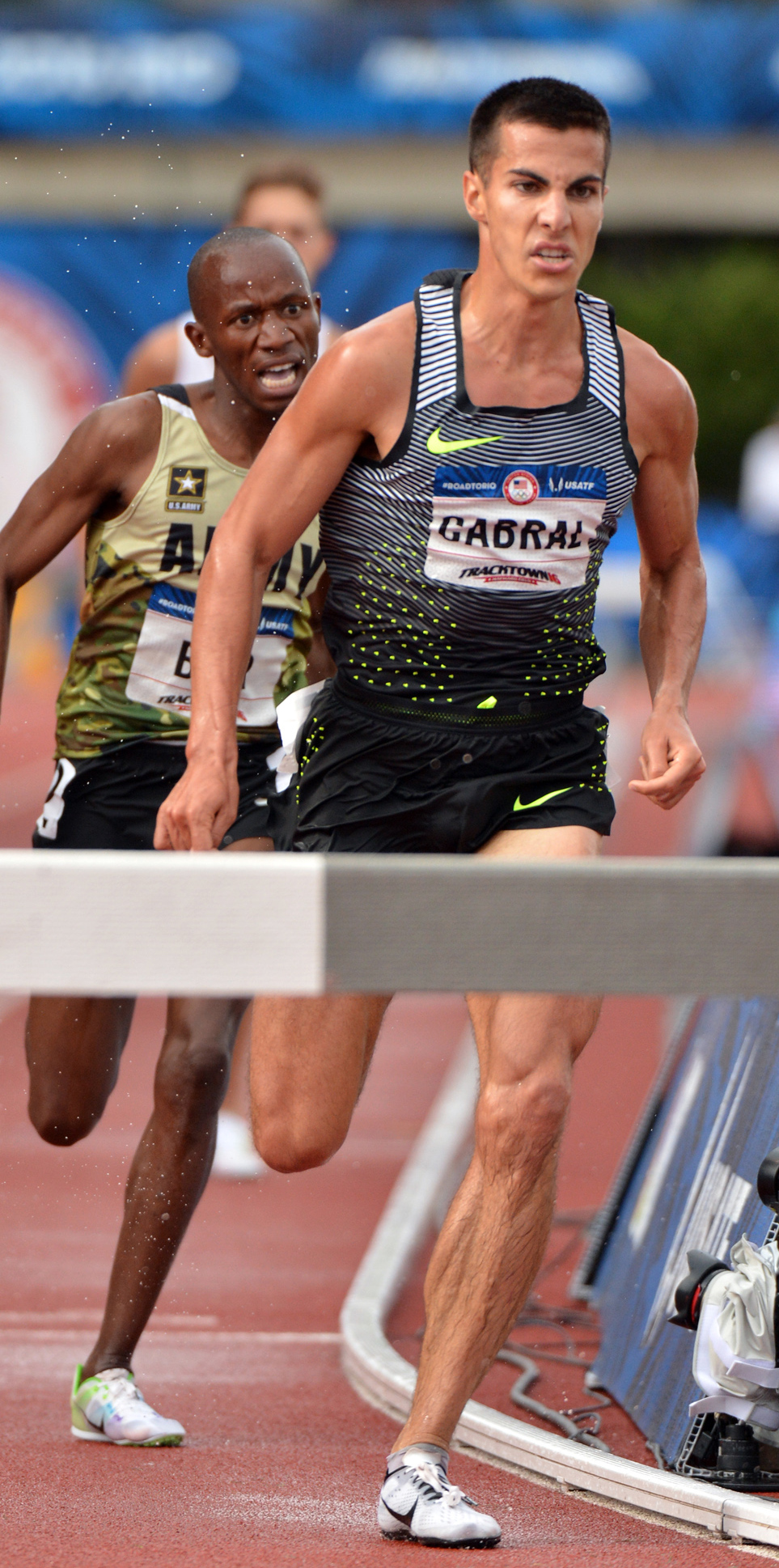
Der dritte US-Amerikaner im Finalfeld Donald Cabral wurde Zehnter

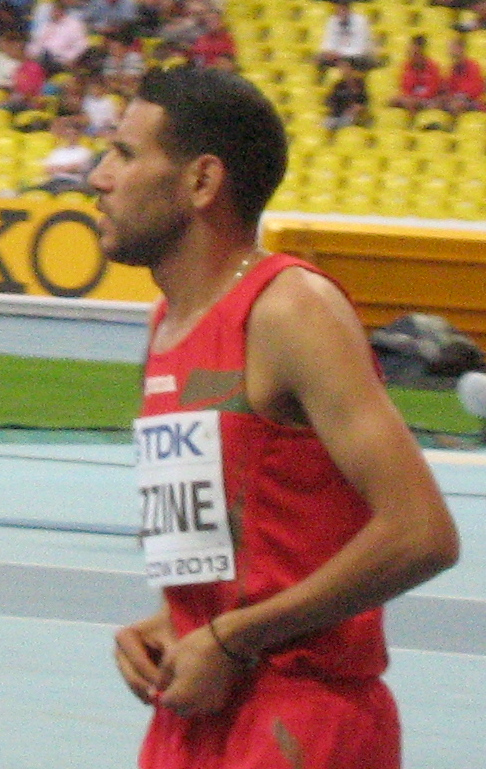
Hamid Ezzine erreichte Rang elf
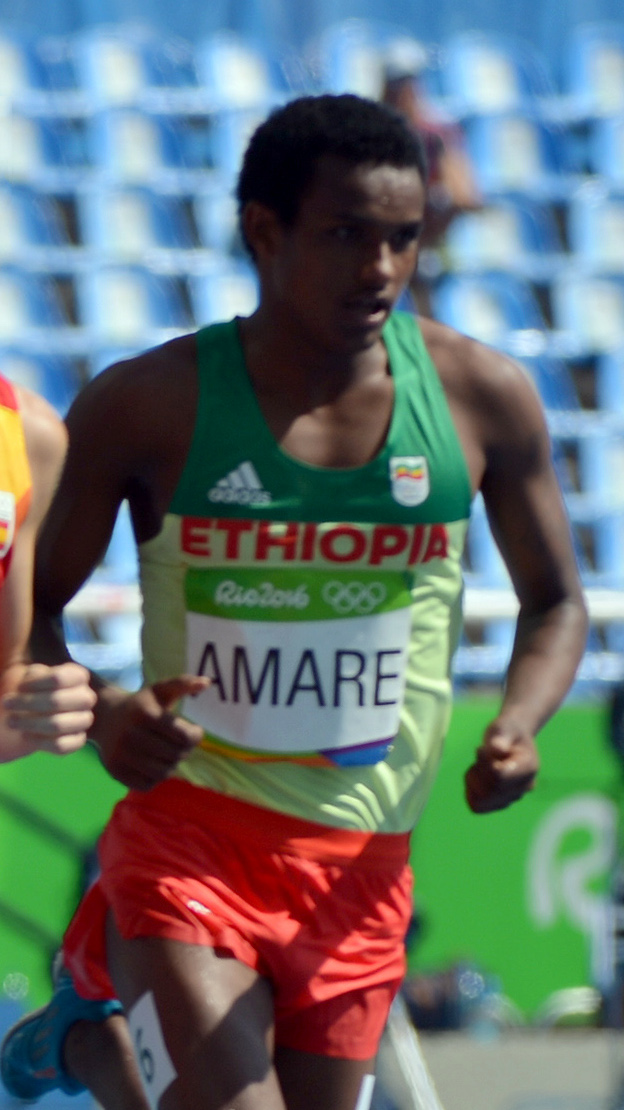
Hailemariyam Amare Tabti belegte den zwölften Platz
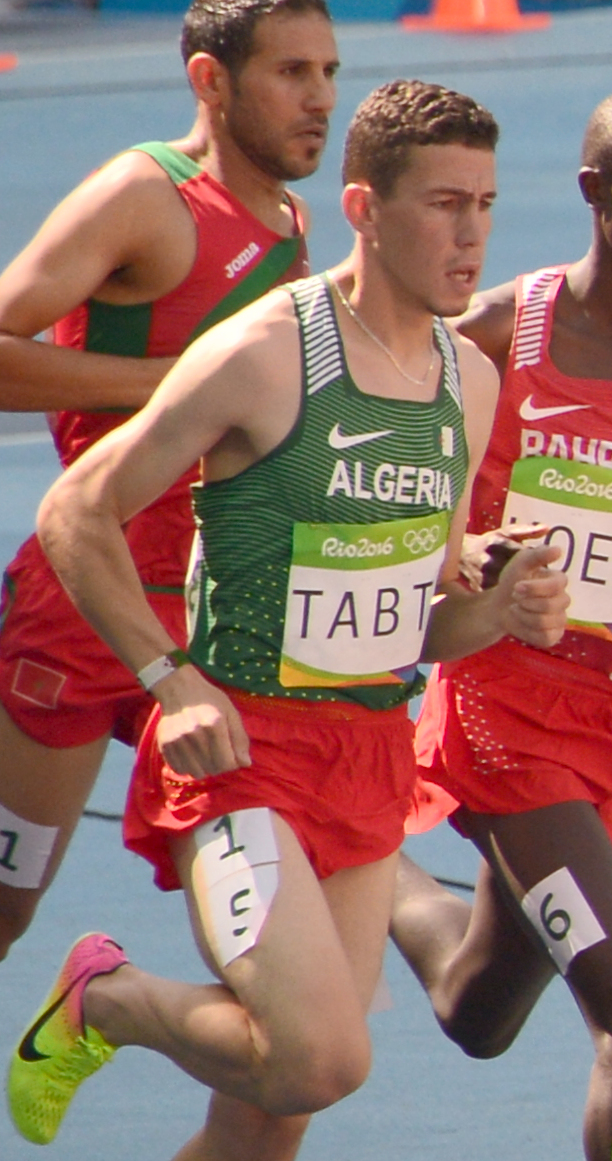
Bilal Tabti wurde Dreizehnter
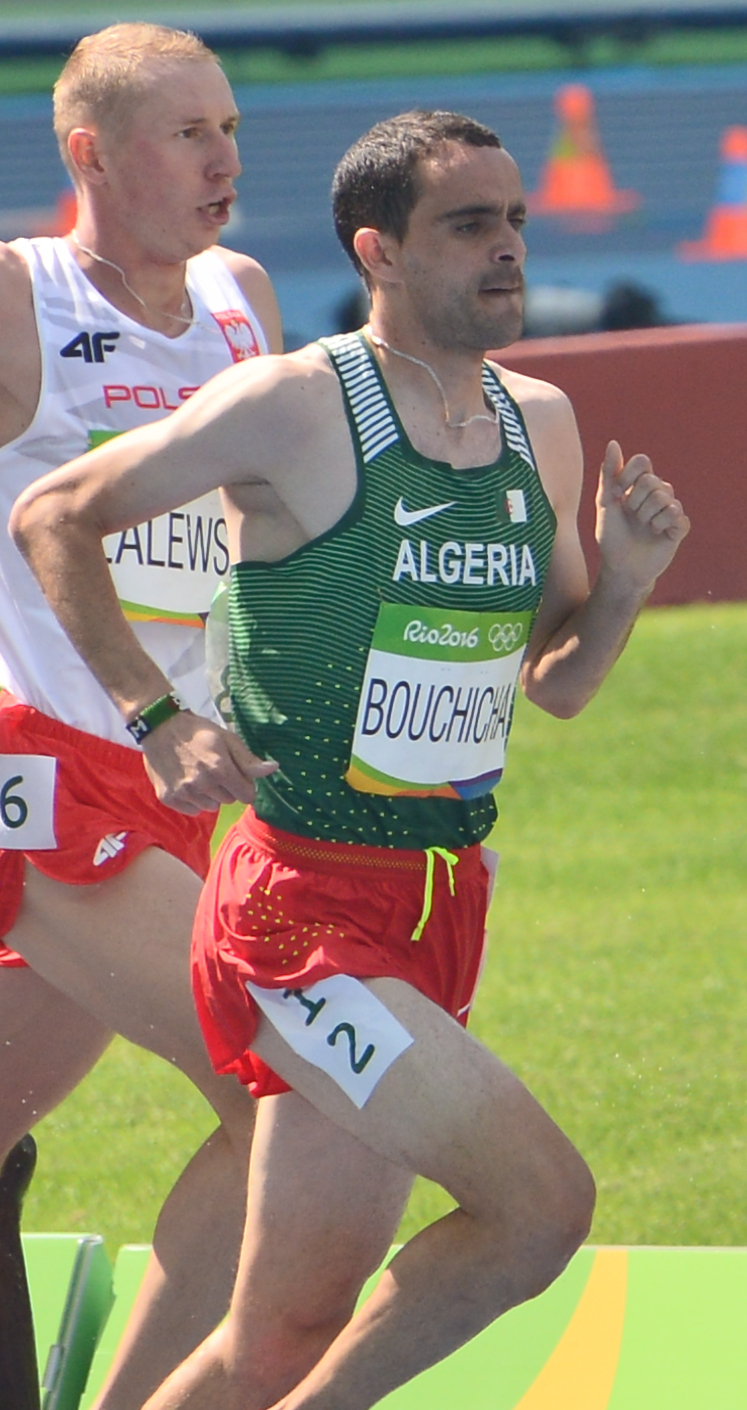
Rang vierzehn für Hicham Bouchicha

## Video
- 3000m Steeplechase Final World Championships Beijing 2015, youtube.com, abgerufen am 14. Februar 2021